# 大統領令13959
大統領令13959は、2020年11月12日にドナルド・トランプ大統領によって署名されたアメリカ合衆国大統領の大統領令である。そのタイトルと、掲げられた目標は、「中国共産党の軍事会社に資金を提供する証券投資からの脅威に対処する」である。
重要な実体条項である最初の5つのパラグラフが、2021年6月3日にジョー・バイデン大統領によって署名された大統領令14032(「中華人民共和国の特定の企業に資金提供する証券投資からの脅威への対応」) に取って代わられたため、基本的にはもはや有効ではない。ただし、大統領令13959によって宣言された国家非常事態は引き続き有効であり、大統領令14032によって拡大された。

## 「中国共産党軍事企業」への投資禁止
大統領令は、すべての米国の投資家 (機関投資家および個人投資家を問わず) が、米国政府によって「中国共産党の軍事会社」として特定された企業の証券を購入または投資することを禁止している。「中国共産党軍事会社」とは、アメリカ国防総省が1999会計年度の国防権限法第1237条に従って特定した会社である。この禁止は、2021年1月11日に発効した。2020年12月28日、行政命令に関するガイダンスが発行され、命令には関連会社の子会社が含まれることが明らかになった。
2021年1月13日、トランプ大統領は2021年11月11日までに売却を義務付ける大統領令13974 (「大統領令13959の修正 — 中国共産党の軍事会社に資金を提供する証券投資からの脅威への対応」) を発行することで、大統領令の要件を強化した。

## 影響を受けた企業のリスト
当初、米国の取引所で株式が取引されていた2社を含む31社が特定された。 これらには、航空宇宙、造船、建設、テクノロジー、通信業界の企業が含まれる。
- 中国航空発動機集団
- 中国航空工業集団
- 中国運載火箭技術研究院
- 中国航天科技集団
- 中国航天科工集団
- 中国交通建設
- China Electronics Corporation
- China Electronics Technology Group
- チャイナ・モバイル
- 中国化工集団 (ケムチャイナ)
- China National Chemical Engineering
- 中国核工業集団
- China Nuclear Engineering & Construction Corporation (CNECC)
- 中国広核集団
- 中国鉄建
- 中国船舶重工集団
- 中国南方工業集団
- China Spacesat
- 中国建築
- China State Shipbuilding Corporation
- China Telecommunications Corporation (チャイナ・テレコム(持ち株))
- China Three Gorges Corporation
- 中国聯合通信 (チャイナ・ユニコム)
- 中国中車
- Dawning Information Industry Co. (Sugon)
- ハイクビジョン
- ファーウェイ
- Inspur
- 中国兵器工業集団 (ノリンコ)
- Panda Electronics
- 中国中化集団(シノケム)

2020年12月3日、国防総省はさらに4社を中国軍が所有または管理していると指定し、影響を受けた企業の総数は35社になった。
- 中芯国際集成電路製造有限公司 (SMIC)
- 中国海洋石油集団 (CNOOC)
- China Construction Technology
- China International Engineering Consulting Corporation

2021年1月14日、国防総省はさらに9社を中国軍が所有または管理していると指定し、影響を受けた企業の総数は44社になった。
- Advanced Micro-Fabrication Equipment Inc. (AMEC)
- Luokong Technology Corporation (LKCO)
- シャオミ
- Beijing Zhongguancun Development Investment Center
- GOWIN Semiconductor Corp
- 大新華航空 (GCAC)
- Global Tone Communication Technology Co. Ltd. (GTCOM)
- 中国航空集団 (CNAH)
- 中国商用飛機 (COMAC)

## 上場廃止
大統領令の結果、ニューヨーク証券取引所は1月にチャイナ・モバイル、チャイナ・テレコム、チャイナ・ユニコムの株式の取引を終了し、2月下旬にはCNOOCの取引も2021年3月9日に終了すると発表した。